# LEGO Batman: Il film - I supereroi DC riuniti
LEGO Batman: Il film - I supereroi DC riuniti (Lego Batman: The Movie - DC Super Heroes Unite) è un film d'animazione direct-to-video del 2013 diretto da Jon Burton. È tratto dal videogioco LEGO Batman 2: DC Super Heroes.

## Trama
La festa in onore all'uomo dell'anno a Gotham City, Bruce Wayne, degenera improvvisamente trasformandosi in un caos quando Joker fa irruzione sulla scena con una schiera di canaglie al suo fianco, compresi L'enigmista, Catwoman e Due Facce. Il cavaliere oscuro si lancia in azione per contrastare gli sgraditi ospiti, riuscendo a catturarli con l'aiuto di Robin, ma un altro criminale, presente alla festa, farà successivamente evadere dal carcere il Joker: Lex Luthor, che necessita della collaborazione del clown criminale per vincere le elezioni presidenziali e sbarazzarsi di Superman. Per fermare il pericoloso duo, Batman dovrà accettare controvoglia l'aiuto di Superman, e poi del resto della Justice League.